# Liste amerikanisch-samoanischer Fußballnationalspieler
Die Liste amerikanisch-samoanischer Fußballnationalspieler gibt einen Überblick über Spieler, die mindestens ein A-Länderspiel für die amerikanisch-samoanische Fußballnationalmannschaft bestritten haben und zu denen ein Artikel in der deutschsprachigen Wikipedia existiert.

## Spielerliste
Stand: 1. August 2022
| Spieler          | Spiele | Tore | Position   | von  | bis  |
| ---------------- | ------ | ---- | ---------- | ---- | ---- |
| Falaniko, Ben    | 4      | 0    | Sturm      | 2001 | 2001 |
| Heleta, Uasilaʻa | 16     | 0    | Abwehr     | 2004 | 2019 |
| Ioane, Darrell   | 1      | 0    | Sturm      | 2001 | 2001 |
| Luani, Shalom    | 7      | 2    | Sturm      | 2011 | 2011 |
| Manaʻo, Justin   | 7      | 2    | Abwehr     | 2011 | 2015 |
| Natia, Natia     | 9      | 1    | Mittelfeld | 2004 | 2011 |
| Ott, Ramin       | 15     | 3    | Sturm      | 2004 | 2015 |
| Saelua, Jaiyah   | 14     | 0    | Abwehr     | 2004 | 2019 |
| Salapu, Nicky    | 20     | 0    | Tor        | 2001 | 2019 |
| Savea, Alex      | 2      | 0    | Mittelfeld | 2001 | 2001 |
| Savea, Tiaoali   | 2      | 0    | Tor        | 2001 | 2001 |
| Siʻi, Jason      | 3      | 0    | Mittelfeld | 2015 | 2015 |